# 松崎憲三
松崎 憲三（まつざき けんぞう、1947年〈昭和22年〉5月23日 - ）は、日本の民俗学者。成城大学名誉教授。日本民俗学専攻（民俗宗教論、現代民俗論）。

## 来歴
長野県に生まれる。1971年に東京教育大学理学部地学科地理学専攻を卒業した。国立歴史民俗博物館で助手・助教授を経て、成城大学文芸学部に移った後、教授に昇進した。成城大学では、民俗学研究所長も務めた。2005年「現代供養論考 ヒト・モノ・動植物の慰霊」で國學院大學より博士（民俗学）の学位を取得した。

## 著書

### 単著
- 『巡りのフォークロア 遊行仏の研究』名著出版、1985年
- 『現代社会と民俗』名著出版、1991年
- 『現代供養論考 ヒト・モノ・動植物の慰霊』慶友社〈考古民俗叢書〉、2004年
- 『ポックリ信仰 長寿と安楽往生祈願』慶友社〈慶友選書〉、2007年
- 『地蔵と閻魔・奪衣婆 現世・来世を見守る仏』慶友社〈民衆宗教を探る〉、2012年
- 『民俗信仰の位相 変質と多様性をさぐる』岩田書院、2016年

### 共編著
- 『東アジアの死霊結婚』（編） 岩田書院、1993年
- 『食の昭和文化史』（田中宣一との共編著）おうふう、1995年
- 『中国の民俗 広島県編』（大島暁雄、宮本袈裟雄と共編）三一書房〈日本民俗調査報告書集成〉、1997年
- 『近代庶民生活の展開 くにの政策と民俗』（編著）三一書房、1998年
- 『民俗学の冒険 人生の装飾法』（編）筑摩書房〈ちくま新書〉、1999年
- 『同郷者集団の民俗学的研究』（編） 岩田書院、2002年
- 『民俗学講義 生活文化へのアプローチ』（谷口貢との共編著）八千代出版、2006年
- 『諏訪系神社の御柱祭 式年祭の歴史民俗学的研究』（編）岩田書院、2007年
- 『小京都と小江戸 「うつし」文化の研究』（編）岩田書院、2010年
- 『人神信仰の歴史民俗学的研究』（編） 岩田書院、2014年